# Енка
Енка (яп. 演歌) — жанр японської пісні, що поширився у період Сьова (1926—1989). Нині під цим терміном розуміються традиційні пісні романтичного змісту.
Назву цього пісенного жанру Японії можна перевести українською як «пісня печалі». У світовій музичній культурі оспівування смутку типово для американського блюзу, для французького шансону тощо.
У жанру енка досить туманний родовід, існує багато різних версій його походження. Згідно з однією з версій, прабатьками енка були мандрівні актори. У власних мандрах по Японії вони демонстрували моновистави, знайомлячи населення з новими піснями.

## Характеристика
Виконавці енка скористалися всім багатством японського фольклору, запозичивши багато чого зі звичайних синтоїстських пісень кагура, ритуально-обрядових буддійських пісень, театрального мистецтва Кабукі, Да і Кьоген. Особливістю нового стилю було тонке поєднання різних співочих прийомів. Наприклад, підкреслюючи драматизм лірики, виконавці просто перестрибували з великих тонів на низькі або, виділяючи чуттєвість того або іншого куплета в співі, переходили від вокалу до мелодекламації. Ці прийоми виконання приголомшливо поєднувалися з елементами акторської гри, при цьому кожна пісня подібно цілого театрального спектаклю говорила слухачеві про катастрофи людського життя.
Сценічний образ виконавців був небагатий яскравими вбраннями, і традиційно співаки були перед слухачами в простому кімоно. Це, до речі, відповідало стилю страждаючої від нерозділеного кохання простої людини. Спочатку виконання романсів супроводжувався акомпанементом на різних народних музичних інструментах, таких як сямісен, кото, барабани, флейти сінобуе та сякухаті, але з плином часу музичну гаму виконання доповнили різні європейські музичні інструменти.

## Історія
До першої світової війни романси енка були тільки народними. Шоубізнес торкнувся цього жанру лише в 1914 році, коли композитор Сімпей Накаяма написав пісню «Katyusha no uta» («Пісня Катюші») для театральної постановки за мотивами «Воскресіння» Льва Толстого. У виставі її виконала популярна драматична акторка Сумак Мацуї (1888—1919). Пісня була написана за канонами енка і відразу отримала широку популярність, мелодію просто схопили по всій країні, і вона стала одним з перших хітів звукозапису. З великою популярністю «Пісні Катюші» почався поступовий процес, що зруйнував бар'єри, які відокремлювали енка від японської естради.
Істотно пізніше, в 1921 році, С. Накаяма пише іншу, більш відому пісню «Sendo kouta» («Пісня човняра»). Романс був записаний в класичній європейській пентатонічній нотній системі, ставши для композиторів майбутніх поколінь моделлю для твори романсів в стилі енка.
Після закінчення 2-ї світової війни країні довелося пережити похмурі роки розрухи і бідності. Тому і пісні печалі були на устах багатьох японців, а майже всі популярні зірки естради тих пір були виконавцями енка. Зробивши кроки на естраді, жанр почав займати місце в репертуарах зірок естради тих років. Платівки із записами енка ставали хітами і займали гідне місце у фонотеці японців.

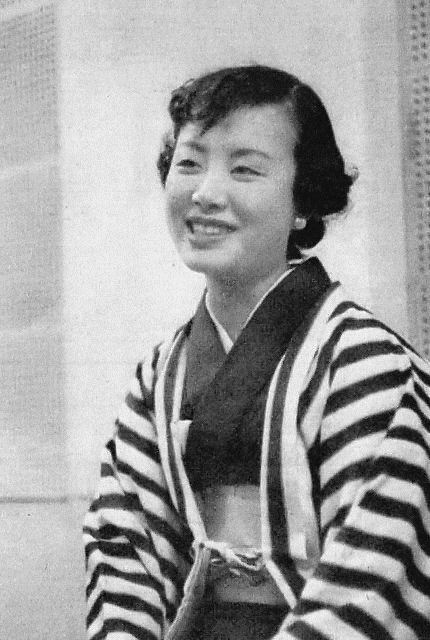
Хібарі Місора — одна з найвідоміших виконавців енки у 60-х роках

Яскравою зіркою посеред виконавців енка стала Хібарі Місора (1937—1989). Вона також була чудовою естрадною співачкою і професійною кіноакторкою. У 60-ті роки на японську естраду впливала музика США, і виконання енки стало певною мірою протиборством поширення американської культури. Іншими зірками енка були Харумі Міяко, Тійоко Сімакура, Акемі Місавара, Кійоко Суйдзендзі, Ейко Сегава, Акі Ясіро, Сатіко Кобаясі, Саюрі Ітікава, Ясімі Тенді, Рейко Кано, Каорі Коццано тощо. Посеред чоловіків-виконавців енка слід згадати Хасіро Касуга, Мітія Міхасі, Харуо Мінамі, Хідео Мурата, Сін'їті Морі, Сабуро Кітадзіма.
З відходом у минуле похмурих післявоєнних років і поступовим проникненням західної популярної музики на японську естраду музичні критики все частіше писали про те, що у японців стало менше приводів для смутку, а тому, мовляв, жанр енка став себе зживати. Песимістичні прогнози передбачали йому швидку кончину, але в 70-ті роки з ростом популярності караоке романси знову стали популярними.
Оскільки будь-який музичний стиль, енка змінюється не лише під впливом моди, її виконавці також заносять в неї свою авторську трактовку і бачення. Співачка Акемі Місавара вважалася досить ексцентричною виконавицею. У неї була коротка стрижка, і вона представляла кімоно класичним одягом виконавиці енка. Вона спробувала наповнити старий пісенний жанр оптимістичною енергією.
Скромність народного костюма виконавців енка стала поступатися віянням шоубізнесу, знаходити колоритні барви і тони. Так, виступи Кійосі Хікава, який виходив на сцену в яскравому костюмчику, більше придатному для попзірки, ніж для виконавця сумних романсів, викликали в одних шанувальників енка бурю обурення, інші ж вважали його новатором цього напрямку. Але серед молоді у Хікави знайшлося багато шанувальників. У 2006 році його творчість було удостоєно Премії японського державного звукозапису.
Образ менестреля, що співає оду печалі, привертав і продовжує привертати увагу японського кінематографа власною мальовничістю, адже енка — це не тільки романс, це до того ж спосіб мислення і спосіб життя, драматизм якого приголомшливо втілювався на екрані численними зірками японського кіно. У прагненні захопити увагу масової аудиторії до даної теми звертаються телевізійні канали, знімаючи різні телесеріали і фільми, де головними героями виступають співаки печалі. Хітом телебачення 2007 року було комедійний серіал «Цариця енка», в ньому популярна японська кіно- і театральна актриса Юкі Амамі з неабиякою часткою гумору і артистизму показала парадокси сценічного і щоденного життя співачки.
У 2008 році виконавцем енка вперше став чорношкірий співак Джеро (Джером Чарльз Уайт-молодший). У 25 років він зайняв місце в першій п'ятірці своїм дебютним синглом «Уміюкі». Одягнений по-сучасному в хіп-хоп стилі і виконувач традиційну по стилю музику Джеро, за його словами, сподівається привернути увагу молодої аудиторії до енка.